# Sándor Kónya

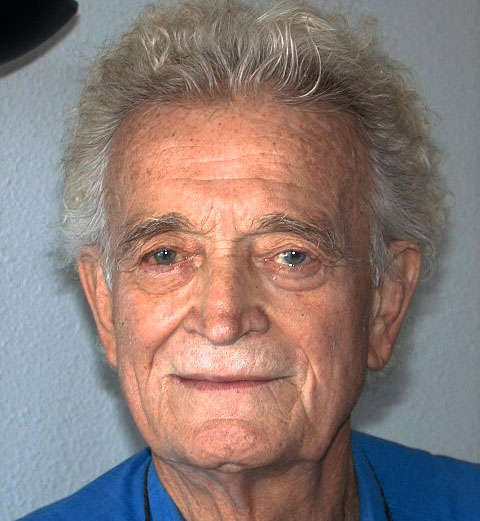
Sándor Kónya, September 2000

Sándor Kónya (* 23. September 1923 in Sarkad; † 20. Mai 2002 auf Ibiza) war ein ungarischer Opernsänger (Tenor) und Hochschullehrer.

## Leben
Kónya studierte Gesang zunächst bei Ferenc Székelyhidy an der Franz-Liszt-Akademie in Budapest. Das Studium hat er sich über eine Arbeit beim Schlachthof finanziert. Im Zweiten Weltkrieg wurde er ungarischer Soldat. Nach Kriegsende 1945 kam er nach Westdeutschland und wurde mit anderen ungarischen Soldaten im Internierungslager Hamm gefangen gehalten. In Ostbevern gab er 1946 in der Gaststätte Sendker mit einer kleinen ungarischen Varieteegruppe einen bunten Abend. Der Volksschullehrer Anton Giesert und Alfons Lehmkuhle sprachen ihn, durch einen Begleitoffizier, der dolmetschen musste, wegen seines Talentes an. Sie prophezeiten ihm, dass er mal Wagner-Arien singen könne. 

„Da reifte in Giesert und mir der Gedanke, einem so jungen Talent zu helfen. [...] Wir rieten Kónya, er solle bei passender Gelegenheit aus dem Hammer Internierungslager fliehen und dann zu uns nach Ostbevern kommen. Eines Tages stand er als "Flüchtling" vor der Tür. Wir nahmen ihn auf, und er half in der Landwirtschaft und verrichtete gekonnt alle anfallenden Arbeiten.“

 Da der Rücktransport nach Ungarn drohte, nutzte er eine günstige Gelegenheit zur Flucht und lebte als Displaced Person illegal in Ostbevern und lernte dort Deutsch. Heinz Dressel, dem er in Münster vorsang, vermittelte ihn an den Gesangspädagogen Frederick Husler in Steinhude, auf dessen Grundstück er sich zunächst häuslich niederließ und auch seine Frau Anneliese kennenlernte. So setzte er seine Gesangsausbildung ab 1946 an der Nordwestdeutschen Musikakademie Detmold bei Husler fort.
Die erste Karrierestation des jungen lyrischen Tenors war Bielefeld, wo er einige Jahre blieb. Dort debütierte er 1951 als Turiddu in der Oper „Cavalleria rusticana“. Dort sang er auch später seinen ersten Lohengrin mit riesigem Erfolg. Einige Jahre lang trat er unter dem Namen Alexander Kónya auf. 1955 gelang ihm der Sprung an die Städtische Oper in Berlin. Es dauerte nicht lange und er sang auch als Gast in Hamburg, München und Stuttgart.
1958 holte Wieland Wagner ihn als „Lohengrin“ nach Bayreuth, den er noch und wie kein anderer, mit lyrischem Ausdruck sang, wofür er Weltruhm erlangte. Sandor Konya gestaltete diese Titelpartie in Richard Wagners Oper im Laufe seiner weltweiten Karriere in mehr als 300 Aufführungen. Seine Stimme entwickelte sich langsam zum lyrischen Heldentenor. Die Stimmfarbe dunkelte nach, behielt aber ihre Strahlkraft und Fülle. In den Bayreuther Festspielen übernahm er auch die Rolle des Walter von Stolzing in Wagners Die Meistersinger von Nürnberg und den Parsifal. 1960 debütierte Konya an der Mailänder Scala und ein Jahr später an der New Yorker Met. ***An der Metropolitan Opera brachte Konya 14 Spielzeiten in Folge zu, er sang dort nahezu 300 Vorstellungen. Besonders das Italienische Fach bescherte ihm spektakuläre Erfolge. Insofern ist die Zeit an der MET die wichtigste in seinem Künstlerleben gewesen.
Die Ausdruckskraft seiner Stimme ist dokumentiert auf vielen Platten und CDs. Das gilt auch für eine Reihe von Operettenaufnahmen der Firma Polydor. Unter dem Dirigat von Franz Marszalek sang Kónya die dankbaren Tenorpartien in „Das Land des Lächelns“, „Paganini“, „Ein Walzertraum“, „Die Fledermaus“, „Der Zigeunerbaron“, „Wiener Blut“ und „Viktoria und ihr Husar“. Das italienische Fach spielte Konya zum großen Teil damals auf Deutsch ein, wie es seinerzeit üblich war.
Im späteren Verlauf seines Lebens hat Sándor Kónya sein Können und seine Erfahrungen als Professor an der Stuttgarter Musikhochschule an viele junge Sängerinnen und Sänger weitergegeben.
Lange Zeit hatte er seinen Wohnsitz in Steinhude am Steinhuder Meer.
Auf Ibiza, wo er die letzten Jahre seines Lebens verbrachte, war er Mitbegründer und Präsident des Kulturvereins „Pro Arte“, der wesentlich zum Aufbau einer klassischen Musikkultur auf Ibiza beigetragen hat.
Im Alter von 78 Jahren starb er auf Ibiza.

## Alben
| Jahr | Titel Musiklabel                              | Höchstplatzierung, Gesamtwochen/‑monate, AuszeichnungChartsChartplatzierungen (Jahr, Titel, Musiklabel, Platzierungen, Wochen/Monate, Auszeichnungen, Anmerkungen) | Anmerkungen |
| Jahr | Titel Musiklabel                              | DE | Anmerkungen |
| ---- | --------------------------------------------- | --- | ----------- |
| 1962 | Dein ist mein ganzes Herz Polydor LPHM 46 758 | DE24 (1 Mt.)DE |             |

Weitere Alben
- 1959: Sandor Konya, Tenor (Heliodor 476 013)
- 1960: Sándor Kónya singt Opernarien / Sandor Konya Recital (Deutsche LPEM 19 214)
- 1962: Unsterbliche Operetten-Melodien (Polydor 46 562 LPHM) (mit Rita Streich)

## Einzelbelege
1. ↑  Eugen Kotte: Ostbevern in Blick in die Nachkriegszeit, Ostbeverner Heimatblätter, Heft 2, Ostbevern 1990, Alfons Lehmkuhle, Mein Freund Sandor Konya: Von Ostbevern über Bayreuth zu Metropotitan-Opera New York S. 61
2. ↑  Eugen Kotte: Ostbevern in Blick in die Nachkriegszeit, Ostbeverner Heimatblätter, Heft 2, Ostbevern 1990, Alfons Lehmkuhle, Mein Freund Sandor Konya: Von Ostbevern über Bayreuth zu Metropotitan-Opera New York S. 61–62
3. ↑  Chartquellen: DE

| Personendaten    | Personendaten                                       |
| ---------------- | --------------------------------------------------- |
| NAME             | Kónya, Sándor                                       |
| KURZBESCHREIBUNG | ungarischer Opernsänger (Tenor) und Hochschullehrer |
| GEBURTSDATUM     | 23. September 1923                                  |
| GEBURTSORT       | Sarkad                                              |
| STERBEDATUM      | 20. Mai 2002                                        |
| STERBEORT        | auf Ibiza                                           |